# Farès Ferjani
Farès Ferjani (Tunes, 22 de julho de 1997) é um esgrimista tunisiano.

## Carreira
Conquistou duas medalhas nos Jogos Africanos de 2015, aos 18 anos. É também o primeiro atleta africano a chegar às meias-finais dos Jogos Olímpicos da Juventude na esgrima. Ele também é medalhista duplo no Campeonato Africano de 2015. Eliminado nas oitavas de final dos Jogos Olímpicos de 2016 ao perder para o italiano Aldo Montano, conquistou diversas medalhas no circuito mundial júnior durante a temporada 2016-2017. Em agosto de 2017, mudou-se para Nova York para treinar no Manhattan Fencing Center e estudar na Saint John's University.
Nos Jogos Olímpicos de Verão de 2024, em Paris, conquistou a medalha de prata no sabre individual, após chegar à final contra o sul-coreano Oh Sang-uk.

## Condecorações
Farès Ferjani foi agraciado com a seguinte condecoração:
- Primeira Classe da Ordem Nacional do Mérito.[4][5]